# Gymnostreptus acuticollis
Gymnostreptus acuticollis är en mångfotingart som beskrevs av Hoffman 1975. Gymnostreptus acuticollis ingår i släktet Gymnostreptus och familjen Spirostreptidae. Inga underarter finns listade i Catalogue of Life.